# Лентовиці
Лентовиці (пол. Łętowice) — село в Польщі, у гміні Вешхославиці Тарнівського повіту Малопольського воєводства.
Населення — 1595 осіб (2011).

## Демографія
Демографічна структура станом на 31 березня 2011 року:
|          | Загалом | Допрацездатний вік | Працездатний вік | Постпрацездатний вік |
| -------- | ------- | ------------------ | ---------------- | -------------------- |
| Чоловіки | 795     | 159                | 557              | 79                   |
| Жінки    | 800     | 168                | 468              | 164                  |
| Разом    | 1595    | 327                | 1025             | 243                  |